# Trumpeter-Inseln
Die Trumpeter-Inseln (engl.: Trumpeter Islets) sind eine aus zwei Inseln bestehende, unbewohnte Inselgruppe im Indischen Ozean, gelegen direkt vor der Südwestküste der australischen Insel Tasmanien.
Die Gruppe ist Teil des Southwest-Nationalparks von Tasmanien.